# Буа-д'Амон (Фрібур)
Буа-д'Амон (фр. Bois-d'Amont) — громада  в Швейцарії в кантоні Фрібур, округ Сарін.

## Географія
Громада розташована на відстані близько 32 км на південний захід від Берна, 6 км на південь від Фрібура.
Буа-д'Амон має площу 12,3 км², з яких на 9,6% дозволяється будівництво (житлове та будівництво доріг), 62,3% використовуються в сільськогосподарських цілях, 26,7% зайнято лісами, 1,4% не є продуктивними (річки, льодовики або гори).

## Демографія
2019 року в громаді мешкало 2273 особи (+18,7% порівняно з 2010 роком), іноземців було 15,7%. Густота населення становила 185 осіб/км².
За віковим діапазоном населення розподілялося таким чином: 24,8% — особи молодші 20 років, 60,1% — особи у віці 20—64 років, 15% — особи у віці 65 років та старші. Було 882 помешкань (у середньому 2,6 особи в помешканні).
Із загальної кількості 361 працюючого 86 було зайнятих в первинному секторі, 87 — в обробній промисловості, 188 — в галузі послуг.